# Cristian Marrugo
Cristian Marrugo, né le 18 juillet 1985 à Carthagène des Indes (Colombie), est un footballeur colombien, qui évolue au poste de milieu de terrain au Real Cartagena ainsi qu'en équipe de Colombie.
Marrugo ne marque aucun but lors de ses cinq sélections avec l'équipe de Colombie depuis 2007.

## Biographie
Il a joué avec l'équipe nationale de football de la Colombie au championnat sud-américain des moins de 20 ans 2005, que la Colombie a accueilli et gagné. Il a ensuite disputé la Coupe du monde de football des moins de 20 ans 2005 en Hollande, ayant perdu en 8e de finale face à l'Argentine. Il a été récemment transféré de l'Atletico Nacional vers Independiente Santa Fe et également sélectionné dans l'équipe nationale de la Colombie.

## Palmarès

### En équipe nationale
- 5 sélections et 0 but avec l'équipe de Colombie depuis 2007.

### Avec l'Atlético Nacional
- Vainqueur du Championnat de Colombie de football en 2005 (Tournoi d'ouverture).